# 김도훈 (1970년)
김도훈(金度勳, 1970년 7월 21일~)은 대한민국의 축구 선수 출신 지도자이다. 현역 시절 공격수로 활동했다.

## 구단 경력
경상남도 통영시 출생으로 유영초등학교, 통영중학교, 학성고등학교, 연세대학교, 서울스포츠대학원대학교를 졸업하였다. 1993년 상무 축구단에 입대해 군 복무를 마치고 1995년 전북 현대 다이노스에 입단해 프로 생활을 시작하였다.
3월 25일에 열린 전남 드래곤즈와의 리그컵 1라운드 경기에서 전북 입단 후 첫 골을 넣었다. 이 골은 전북이 정규 대회에서 넣은 첫번째 골이다. 또한 팀은 이 경기에서 3-0으로 승리하면서 창단 첫 승을 거두었다. 1998년 J리그의 비셀 고베로 2년 임대 계약으로 이적하였다. 2000년 2월 친정팀 전북 현대 모터스로 복귀하여 그 해 K-리그 득점왕에 올랐고, 2000년 팀의 FA컵 우승과 2002년 팀의 아시안 컵 위너스컵 준우승에 큰 공헌을 하였다. 2003년 1월 성남 일화 천마로 이적하여 그 해 K-리그 우승과 2004년 AFC 챔피언스리그 준우승에 큰 공헌을 하였고, 2004년 AFC 챔피언스리그 득점왕에 올랐다. 특히, 2003년에는 28골을 기록하여 K-리그 한 시즌 최다골 신기록을 세우며 역대 선수들 중 유일하게 K-리그 득점왕과 MVP를 동시에 차지하였고, 역대 선수들 중 유일하게 K-리그 득점왕을 2번 차지하였다. 2003년 5월 11일 안양 LG 치타스와의 원정 경기에서 K-리그 통산 36번째로 20-20클럽에 가입하였고, 2003년 11월 5일 광주 상무 불사조와의 원정 경기에서 K-리그 통산 16번째로 30-30클럽에 가입하였으며, 2005년 8월 31일 인천 유나이티드와의 홈 경기에서 K-리그 통산 7번째로 40-40클럽에 가입하였다.
2005년 8월 28일 전북 현대 모터스와의 K-리그 원정 경기에서 2골을 기록하며 K-리그와 K-리그 컵대회 합산 통산 110골로 개인 통산 최다 득점 타이를 기록하였고, 8월 31일 인천 유나이티드와의 K-리그 홈 경기에서 해트트릭을 기록하며 K-리그와 K-리그 컵대회 합산 통산 113골로 개인 통산 최다 득점 신기록을 세웠으며, 10월 19일 대전 시티즌과의 K-리그 홈 경기에서 골을 기록하며 K-리그와 K-리그 컵대회 합산 개인 통산 최다 득점 기록을 114골로 늘렸지만, 10월 24일 전남 드래곤즈와의 K-리그 원정 경기에서 부상을 입어 시즌을 마쳤고, 시즌이 끝난 뒤 공식 은퇴를 선언하였다. (김도훈의 개인 통산 최다 득점 기록은 2008년 9월 24일 우성용에 의해 경신된다.)
김도훈은 K-리그와 K-리그 컵대회 합산 통산 6번의 해트트릭을 기록하여 샤샤와 함께 역대 선수들 중 가장 많은 해트트릭을 기록하였다.

## 국가대표팀 경력
1994년 9월 13일 우크라이나와의 친선경기에서 대한민국 국가 대표로 첫 출전하여 데뷔전에서 득점을 올렸다. 1998년 FIFA 월드컵 등에 참가하였고, 2003년까지 근 10년 동안 대표팀의 공격수로 활약하며 A매치 72경기에 출장해 30골을 넣었다. 1990년대 황선홍, 최용수 등과 함께 대한민국의 간판 스트라이커로 활약했다. 아쉽게도 2002년 FIFA 월드컵에는 나서지 못했다.
1999년 3월 28일, 잠실에서 열린 브라질과의 친선 경기에서 경기 종료 직전에 결승골을 터뜨려 대한민국의 1-0 승리를 이끈 주인공이기도 하다. 이는 대한민국의 브라질 상대 첫 승리다.
2003년 12월 10일, 일본과의 72번째 A매치 경기가 자신의 마지막 국가대표 경기가 되었다. 2006년 3월 1일, 앙골라와의 경기 하프타임에 은퇴식을 가져 공식적으로 은퇴하였다.

## 지도자 경력
2005년 은퇴 후, 성남 일화 천마의 코치로 부임하였다. 2013년엔 강원 FC의 코치직을 맡았고,
8월 강원 FC의 유스팀 총괄 코치로 부임하였다.
2014년 김상호 감독이 이끄는 U-19 국가대표팀의 수석코치를 맡아 2014년 AFC U-19 챔피언십에 참가하였다.
2015년 1월 13일 김봉길의 후임으로 인천 유나이티드 FC의 감독으로 선임되었고, FA컵 준우승을 이끌었다.
2016년 8월 팀이 리그 최하위에 머물자 성적부진을 이유로 사임하였다.
2016년 11월 21일에는 윤정환의 후임으로 울산 현대의 감독으로 선임되었다.
2017년 10월 11일에 9월 스포츠투아이 K리그 이달의 감독에 선정되었으며.울산 감독 부임 첫 해인 2017년, 1998년 이후 19년 만에 팀을 FA컵 결승에 진출시키고,구단 역사상 최초 FA컵 우승을 이끌어냄으로써 지난 2015시즌 중 인천에서 이루지 못한 FA컵 우승을 울산에서 이루어냈다.
그 후, 김도훈은 2018년 7월 18일에 있었던 강원과의 경기 종료 직후 심판진에 신체 접촉을 포함한 과도한 항의를 하여 출장정지 3경기, 제재금 500만원의 징계를 받았다.
2020 시즌에는 조현우, 이청용, 윤빛가람, 정승현, 비욘 존슨, 고명진, 정훈성, 김기희 등 선수들을 대거 영입하여 시즌을 치뤘지만, 리그와 FA컵 모두 준우승에 머물렀고, AFC 챔피언스리그에선 울산을 8년 만에 정상으로 올려놓았다. 그 후, 김도훈은 2020 시즌을 끝으로 4년 만에 울산 감독직에서 물러났다.
2021년 5월 18일 싱가포르의 라이언 시티 세일러스 FC의 감독으로 부임하였다.
그 후 부임한 첫 해에 바로 알비렉스 니가타 싱가포르를 골득실 차이로 밀어내고 18년 만에 극적으로 우승을 차지하였다. 하지만, 2022년 8월에 상대 코치에게 일방적으로 폭행을 당했지만, 사건에 연루됐다는 이유로 징계를 받은 가운데 책임을 지고 상호 합의 하에 계약을 해지하며 동행을 마무리했다.
2024년 5월 20일에 6월 국제 A매치를 앞두고 대한민국 축구 국가대표팀의 임시 감독을 맡아 6월 6일과 11일에 치러질 2026년 FIFA 월드컵 아시아 지역 2차 예선 2경기를 지휘하게 되었다. 그는 6일 싱가포르 축구 국가대표팀과의 경기에서 7대 0으로 승리했고 11일 중국 축구 국가대표팀과의 경기에서 1대 0으로 승리하며 대한민국 성인 대표팀 임시 감독직을 마무리했다.

## 개인사
2005년 4월, 사우디아라비아 리야드와 카타르 도하에서 열린 '쓰나미 피해자 돕기 자선 축구 경기'에 한국 대표로 참가하였다.
2015년 인천 감독 시절에 6월 6일 현충일을 맞아 인천의 리그 첫 승(2015년 6월 3일에 대전 원정 경기에서 2-1 승) 공약 이벤트로 맥아더로 변신하고 사인회를 열어 화제를 모았다.
2017년 5월 25일에는 김용대, 김인성, 이종호, 김승준, 최규백, 박용우, 정승현 등 울산 현대 선수들과 함께 피파온라인3의 신규모드 3vs3 롤플레이 모드 시연과 직접 게임하는 광고 영상을 촬영하였다.
2017년 6월 25일 울산 현대 축구단과 자매결연한 해군 잠수함 ‘홍범도함’ 명예함장에 위촉되었다.
2017년 11월 1일에 울산 현대 스포츠 클럽에서 저소득 가정 소아환우를 위해 기부금 500만원을 대한적십자사 울산광역시지사에 기부하였다.

## 경력 목록

### 구단 경력
- 1993년 ~ 1994년 상무 (군복무)
- 1995년 ~ 1997년 전북 현대 다이노스
- 1998년 ~ 1999년  비셀 고베 (임대)
- 2000년 ~ 2002년 전북 현대 모터스
- 2003년 ~ 2005년 성남 일화 천마

### 국가대표팀 경력
- 1996년 AFC 아시안컵 대표
- 1998년 FIFA 월드컵 대표
- 2000년 하계 올림픽 대표

### 지도자 경력
- 2006년 ~ 2012년 성남 일화 천마 코치
- 2013년 강원 FC 유스팀 총괄 코치
- 2014년 대한민국 U-19 국가대표팀 수석코치
- 2015년 ~ 2016년 인천 유나이티드 FC 감독
- 2017년 ~ 2020년 울산 현대 감독
- 2021년 ~ 2022년 라이언 시티 세일러스 FC 감독
- 2024년 대한민국 축구 국가대표팀 임시 감독

## 수상 내역

### 개인
- 2000년 K-리그 득점왕 수상
- 2000년 K-리그 베스트 11 선정
- 2001년 올해의 키카골 선정
- 2003년 K-리그 득점왕 수상
- 2003년 K리그 MVP 수상
- 2003년 K-리그 베스트 11 선정
- 2004년 AFC 챔피언스리그 득점왕 수상
- 2004년 제18회 올해의 프로축구 대상 올해의 인기선수 선정
- 2005년 프로축구 골든볼 골든슈 시상식 - 월간(7, 8월) 골든볼 선정
- 2005년 K-리그 대상 공로상 수상
- 2005년 K-리그 앙드레 김 특별상 수상

### 구단

#### 전북 현대 모터스
- FA컵 우승 1회 (2000년)
- 아시안 컵 위너스컵 준우승 1회 (2002년)

#### 성남 일화 천마
- K리그 우승 1회 (2003년)
- 리그컵 우승 1회 (2004년)
- AFC 챔피언스리그 준우승 1회 (2004년)

### 감독

#### 울산 현대
- FA컵 우승 1회 (2017년)
- AFC 챔피언스 리그 우승 1회 (2020년)

#### 라이언 시티 세일러스 FC
- 싱가포르 프리미어리그 우승 1회 (2021년)